# SRES

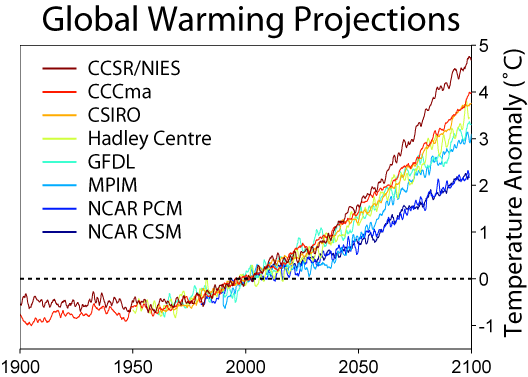
Az SRES A2 kibocsátási forgatókönyv szerint különböző intézmények által kalkulált hőmérsékletemelkedés 2100-ig. Eszerint a forgatókönyv szerint nem történnek lépések a kibocsátás csökkentése érdekében.

A SRES (Special Report on Emission Scenarios) egy kibocsátási szcenárió klímamodellel mérve az 1980-1999-es időszakhoz viszonyítva, melyet az Éghajlatváltozási Kormányközi Testület (IPCC) készített. A csapadékösszeg változás átlagos globális eloszlását az A1B SRES tartalmazza.  A1 (A1FI, A1B, A1T), A2, B1, B2 részeket tartalmaz a SRES.
Az SRES kibocsátási forgatókönyvekre épülő éghajlati modellek előrejelzései szerint a globális földfelszíni átlaghőmérséklet 1,4 – 5,8 Celsius-fokkal fog növekedni az 1990-től 2100-ig tartó időszakban. Lásd még: Kiotói jegyzőkönyv.

## Külső hivatkozások
- Riport website
- referenciák
- "Mi az a kibocsátás szcenárió?" (Jean-Marc Jancovici)